# Nicolás de Federmán (barrio)
Nicolás de Federmán es un barrio residencial de Clase media alta perteneciente a la localidad número 13 del Distrito Capital de Bogotá, Teusaquillo. Es un sector de estrato socioeconómico 4 y 5. Se localiza entre las calles 63 y 53 y la Avenida Norte-Quito-Sur o Carrera 30 y la Carrera 50, en proximidad a diversos parques y centros culturales, como la Biblioteca Virgilio Barco. Se llama así en honor de Nicolás Federmann, conquistador alemán del siglo XVI que tomó parte en la refundación de Bogotá el 27 de abril de 1539 junto con el español Sebastián de Belalcázar.

## Límites
- Norte: Calle 63
- Sur: Calle 53 junto al campus de la Ciudad Universitaria.
- Oeste: Carrera 50 junto al barrio Pablo VI.
- Este: Avenida Norte Quito Sur o Carrera 30, junto a los barrios Galerías y Campín.

## Acceso y transporte
Debido a su naturaleza residencial, ninguna ruta de transporte atraviesa las calles interiores del barrio, pero Nicolás de Federmán es atendido por tres de sus cuatro límites cardinales: las calles 63 y 52 y la Carrera 50. Por otra parte, la localización del barrio permite su privilegiada localización a través del transporte público con el centro, norte y oeste de Bogotá. 

## Galería

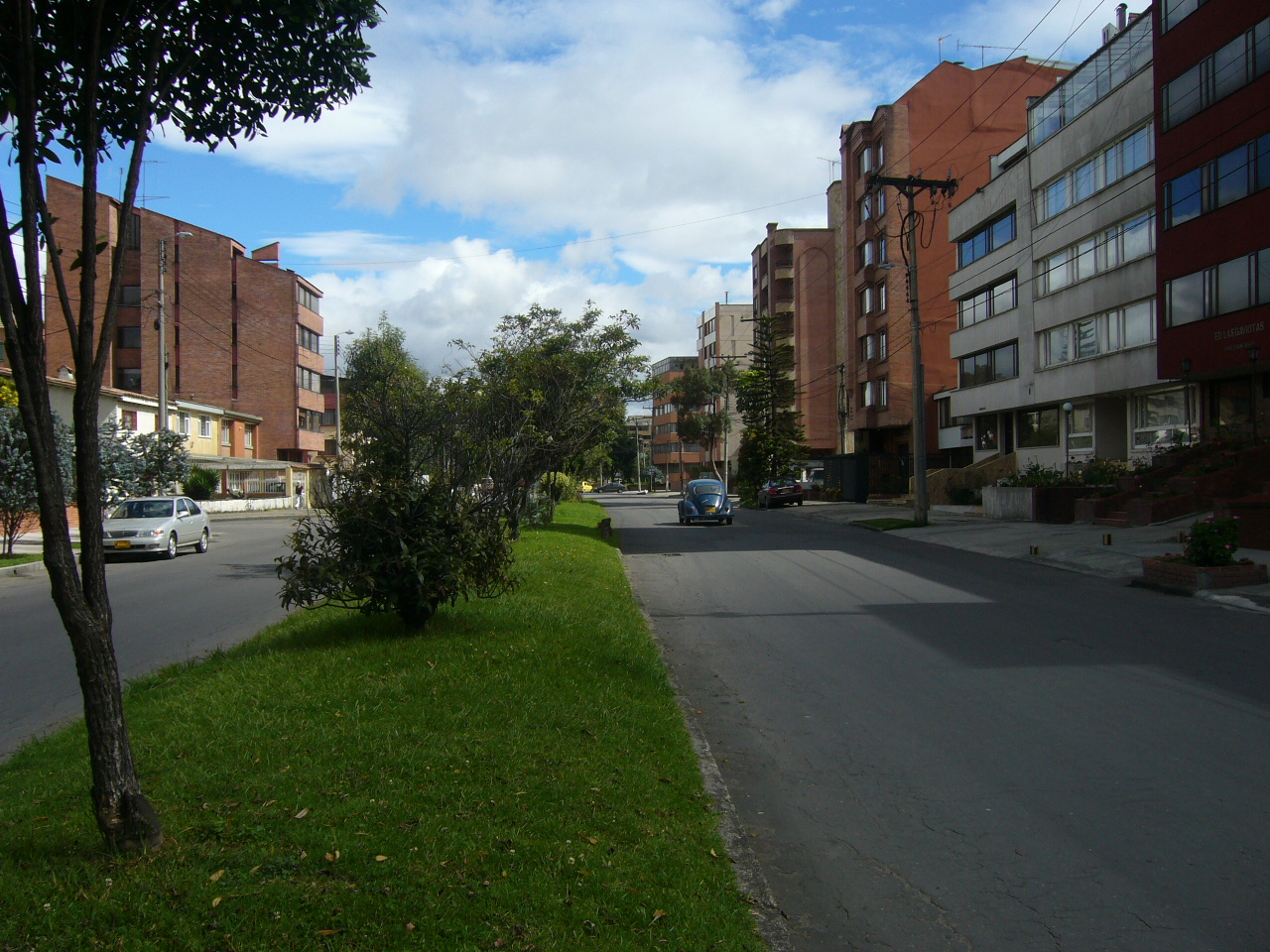
Vista desde la Carrera 45.
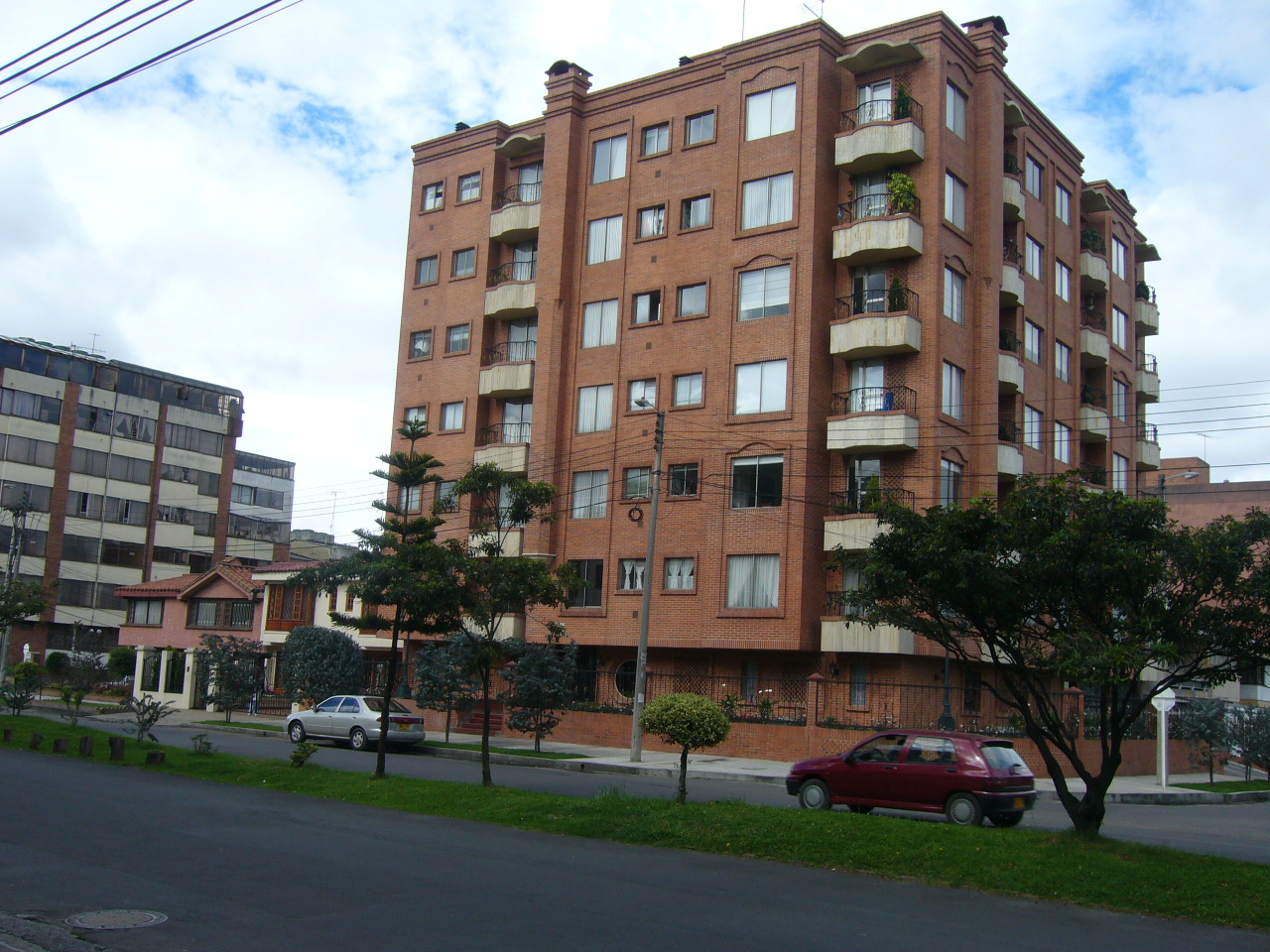
Edificio residencial de Nicolás de Federmán.
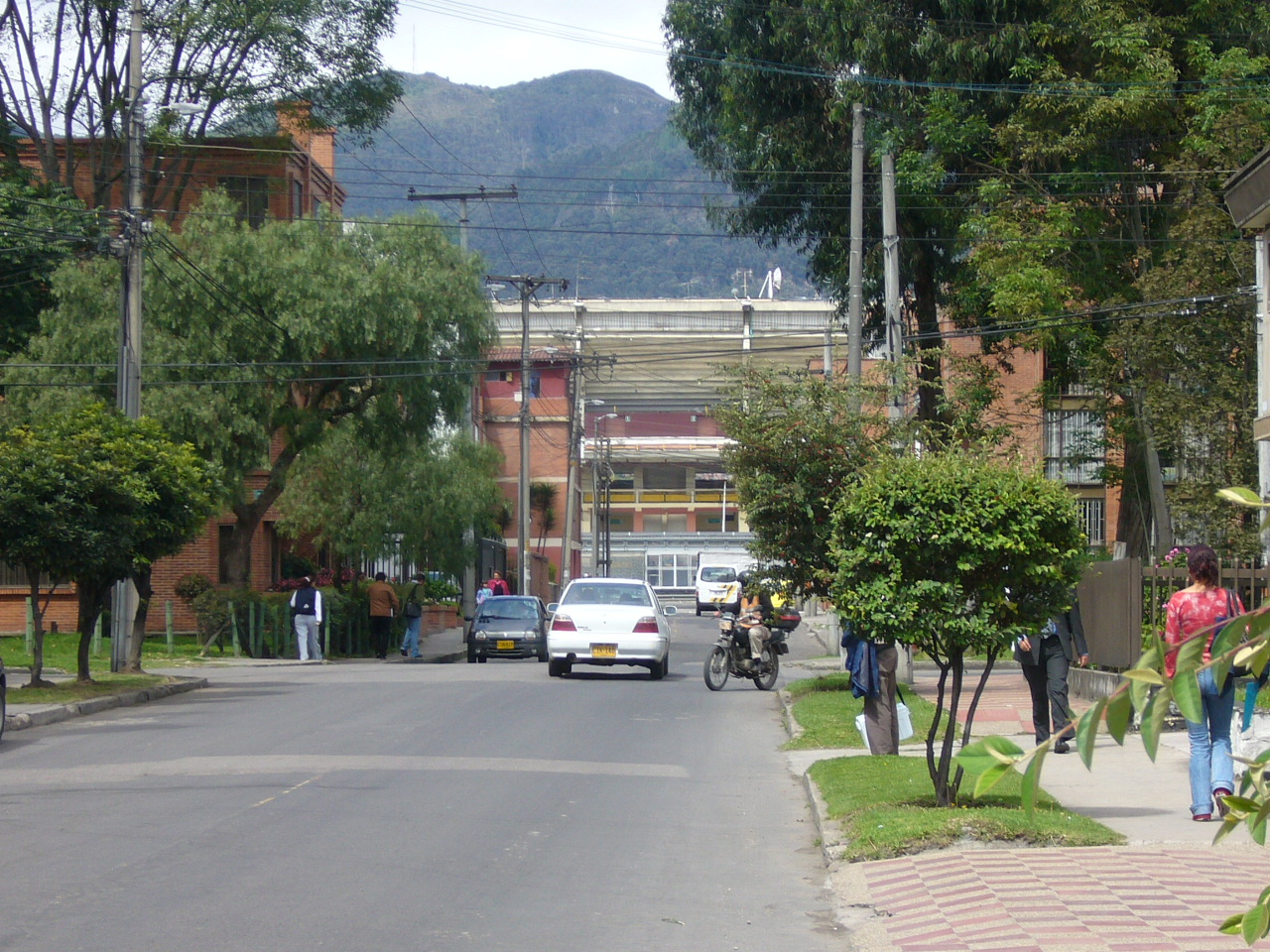
Vista de la calle 57 con el estadio El Campín al fondo.
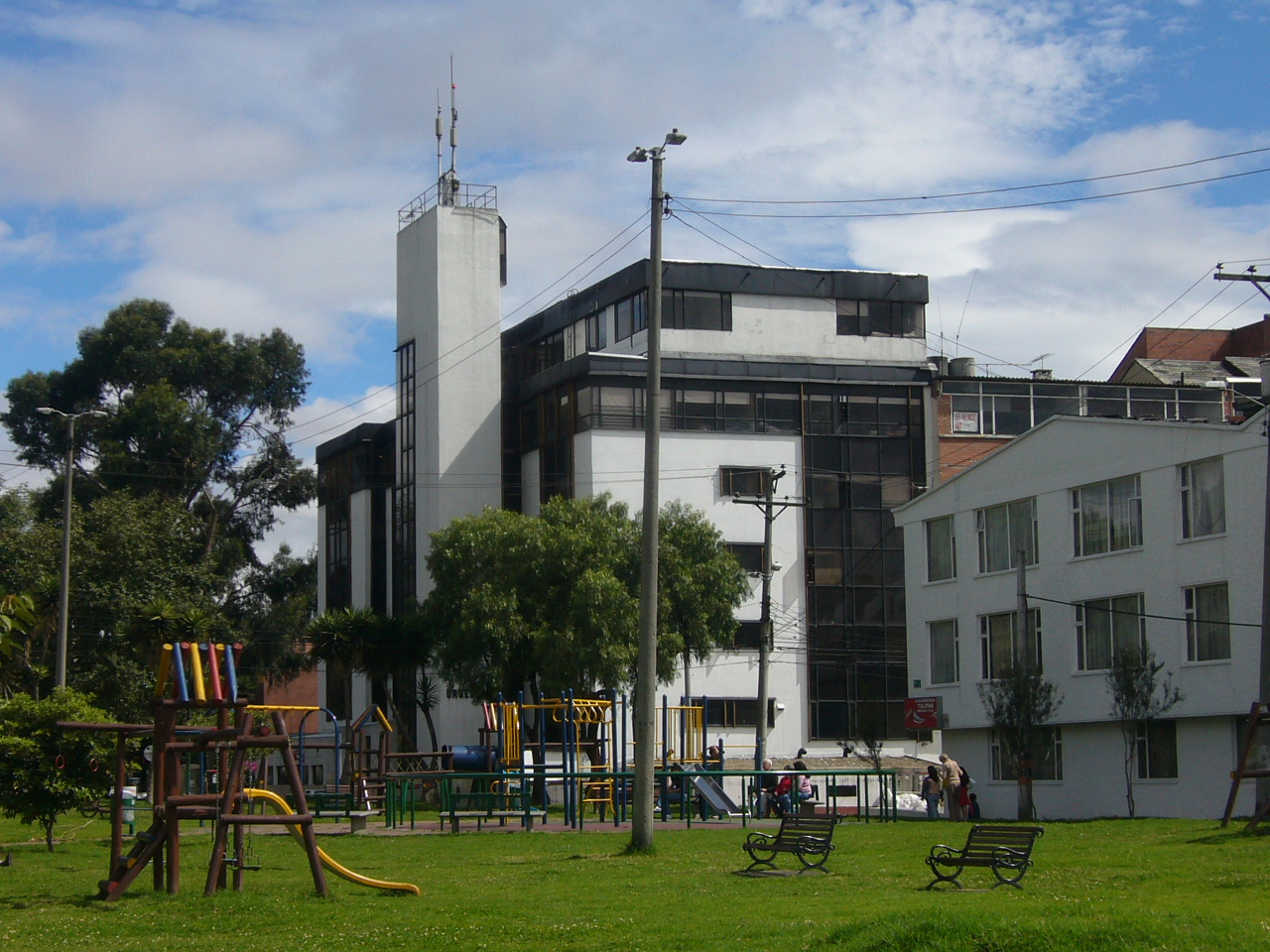
Clínica Federmán.
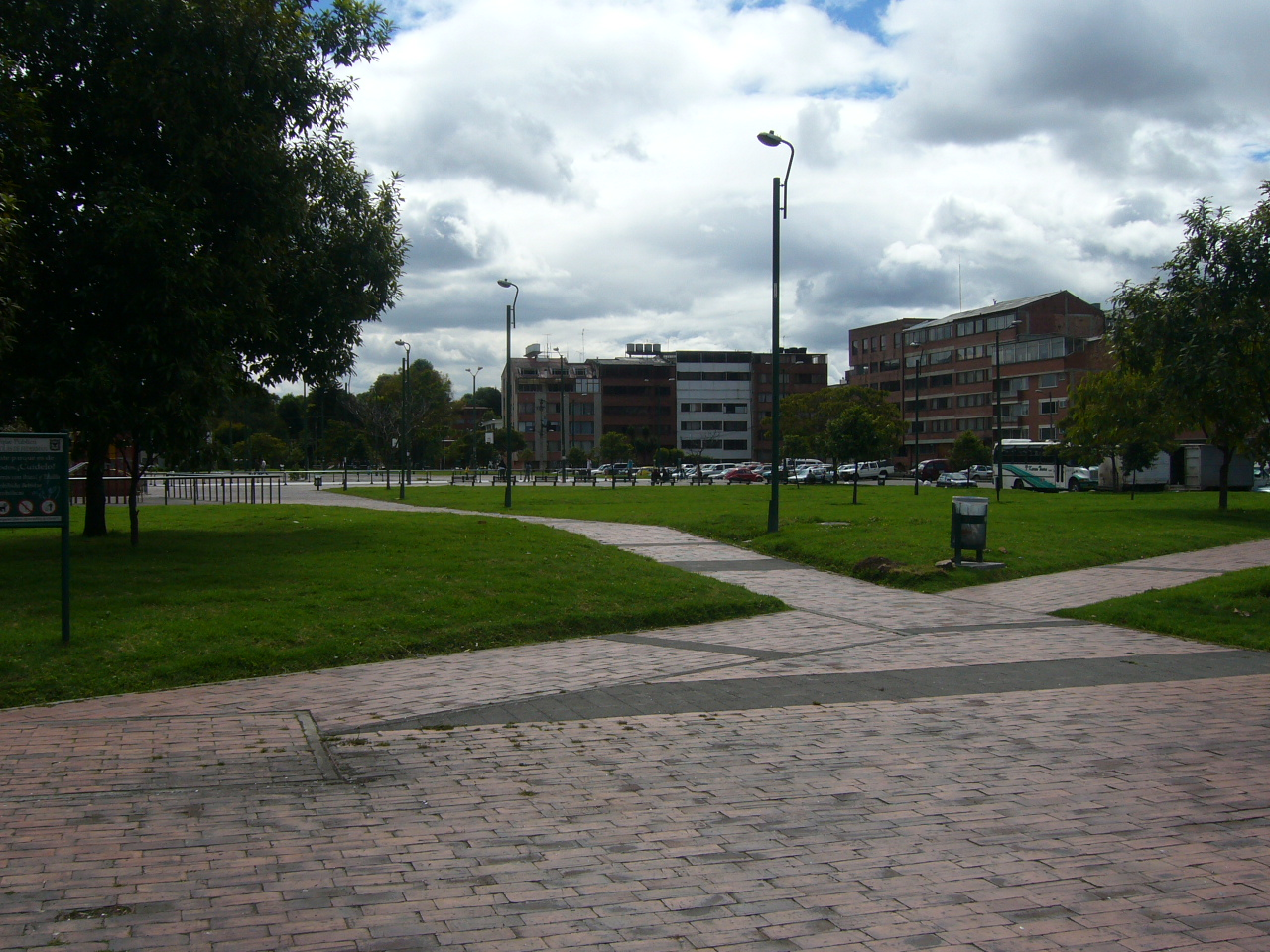
Parque Central Federmán visto desde el este.
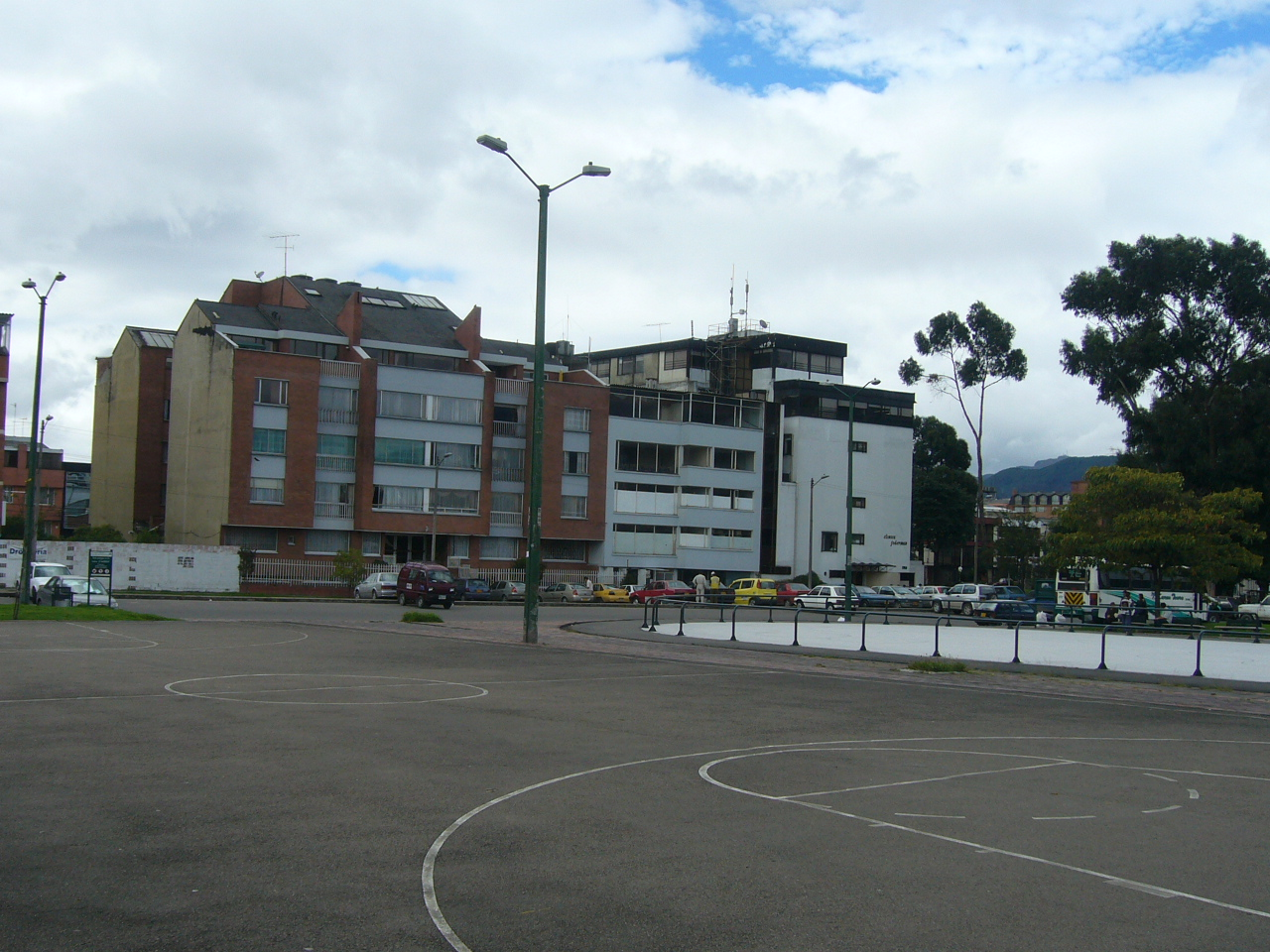
Pistas de baloncesto y patinaje en el Parque Central Federmán.
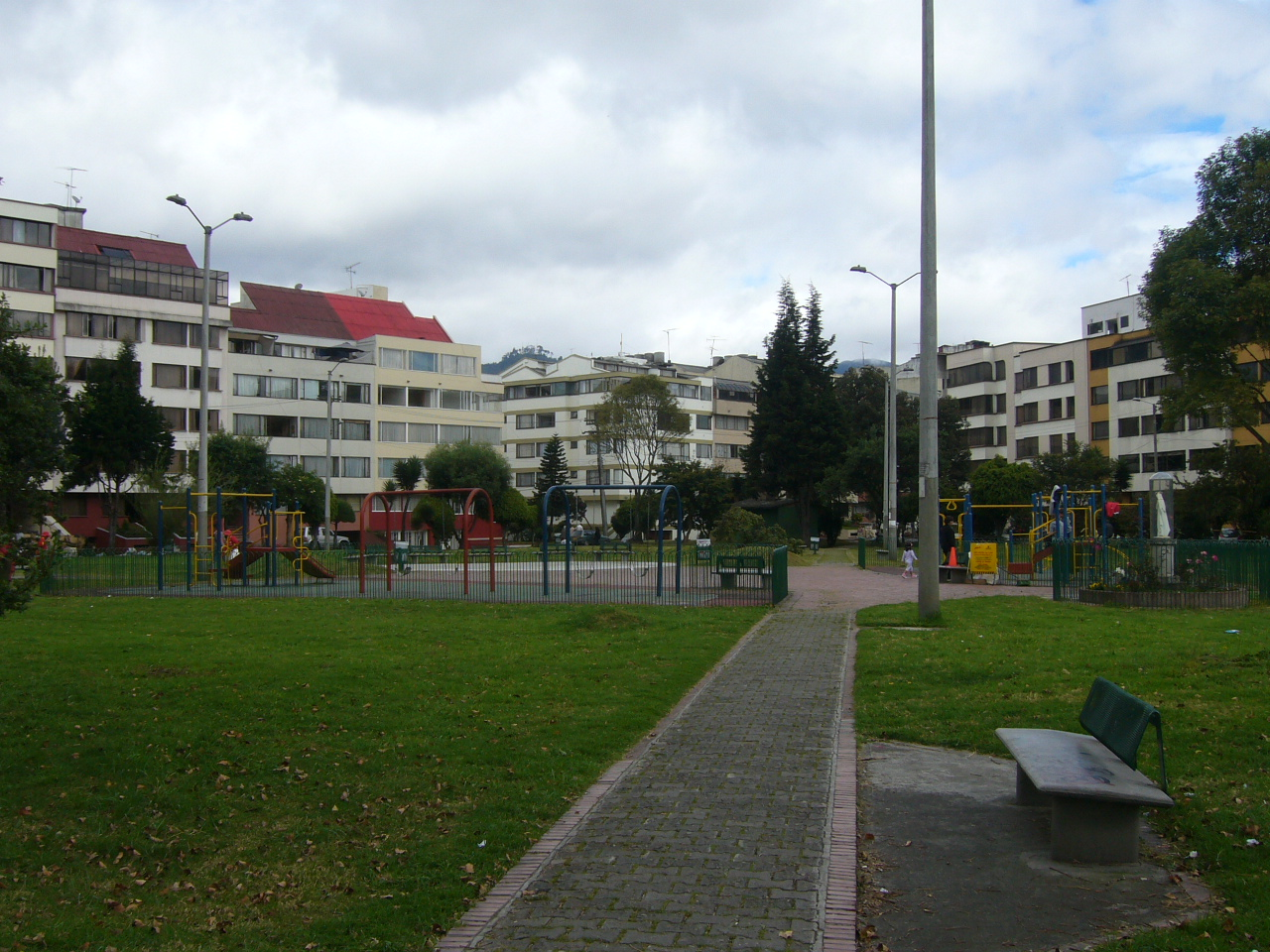
Zona verde en la conjunción de la calle 53 y la Carrera 50.